# Castell de San Carlos de la Cabaña
El Castell de San Carlos de la Cabaña s'anomena així en honor del rei espanyol Carles III. Es va començar a edificar el 1763, sota la direcció de l'enginyer militar Silvestre Abarca. Es va aixecar a la ribera alta del Port de l'Havana, zona que havia quedat indefensa fins a aquest moment. Quan es va acabar el 1774, era la fortalesa espanyola més grossa construïda a Amèrica.
Cada dia a les nou del vespre, uns soldats vestits amb vestits d'època hi disparen la «canonada de les nou», que rememora la que tradicionalment es disparava cada dia per avisar del tancament de les portes de la muralla de la ciutat.

## Història
El turó es va mantenir desemparat i va ser la bretxa que varen aprofitar les tropes angleses, el 1762, per atacar El Morro i després rendir l'Havana. Després d'aquest esdeveniment, el rei Carles III va ordenar la immediata fortificació d'aquesta alta ribera, tasca que se li va encomanar a l'enginyer militar Silvestre Abarca.
El 1763 les obres van començar pel mestre Pedro de Medina, dirigida per l'enginyer Silvestre Abarca, i es van acabar el 1774. Va costar catorze milions de pesos.
Les altures on s'eleva aquesta fortalesa van ser conegudes anteriorment amb el nom de Cerro de las Cabañas, per unes pobres barraques de pescadors que en aquests llocs s'assentaven, i van ser cedides gratuïtament per a tal fi per un ric terratinent de l'època, Agustín Sotolongo i Pérez de las Alas, tresorer que havia estat de la Santa Croada.
Les obres van durar onze anys, i hi van participar presidiaris de Mèxic i esclaus de l'Illa. Va ser tan car que es diu que Carlos III quan el van informar del cost, hauria demanat les seves ulleres per contemplar des de Madrid la prodigiosa obra que en els seus dominis d'Amèrica esgotava de tal forma els escuts del regne.
La fortalesa té una posició estratègica, enllaçada amb el castell dels Tres Reis del Morro. Amb les deu hectàrees que ocupava amb més de 700 metres de muralla, és la més grossa fortalesa de l'Illa i Amèrica. El seu complex disseny aplica els conceptes més avançats de l'enginyeria militar del segle xviii i fa de San Carlos de la Cabaña un exponent del canvi experimentat en els sistemes defensius de l'època.
Tenia una gran capacitat militar équipat d'un armament considerable. El 1859 comptava amb 120 canons i obusos de bronze de diferents calibres. S'estima que el 1863 l'equipament militar podia ser de 245 peces d'artilleria, a més d'altres armes lleugeres de curt abast.
Des de la construcció, La Cabaña va albergar les unitats d'elit de l'exèrcit espanyol a Cuba. Durant les guerres d'independència, va servir de presó, i es van fer afusellaments al fossat. Al segle xx, en va desaparèixer el caràcter defensiu, el fort va complir funcions de magatzem, allotjament de tropes i presó. Quan va triomfar la Revolució, va ser ocupat pel comandant Ernesto Guevara, que hi va radicar el seu lloc de comandament.
Els treballs de restauració de la fortificació van començar el 1986 sota la direcció de l'arquitecte José Capello, en tasca coordinada entre el Ministeri de les Forces Armades Revolucionàries i l'Oficina de l'Historiador de la Ciutat per crear el Parc Històric Morro Cabaña.
El 1992, acabada la restauració, s'hi van obrir el Museu d'Armes, el Museu de la Comandància del Che, i un Museu Monogràfic, que descriu la història de la fortalesa. A més, des de llavors, ha acollit esdeveniments culturals com ara la Biennal d'Arts Plàstiques de l'Havana i la Fira Internacional del Llibre de l'Havana.

## Arquitectura

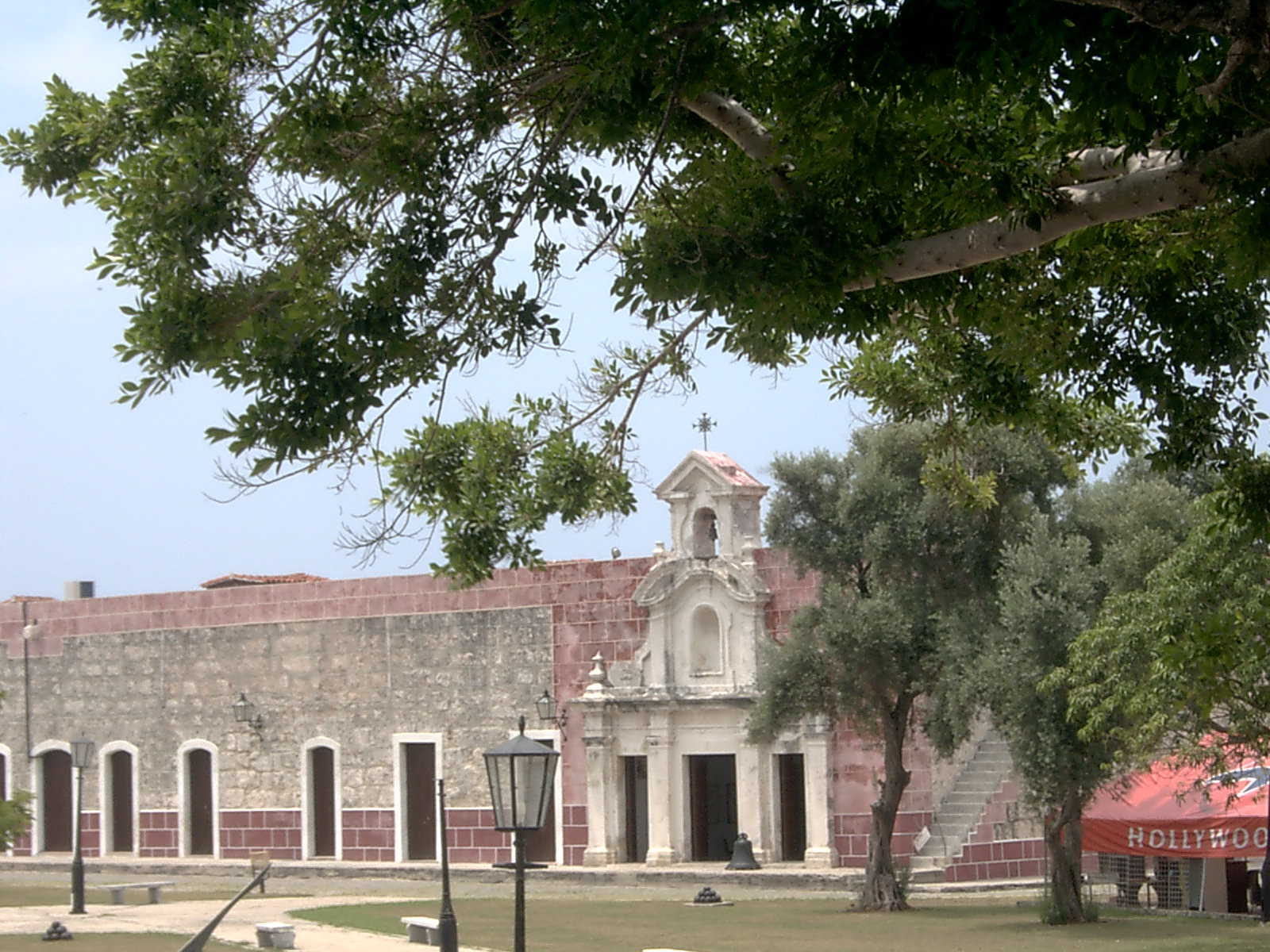
Capella

La planta de La Cabaña té un cos principal, compost per dos semi-baluards extrems (Sant Francesc i Sant Llorenç) i un baluard central (Sant Ambròs), units per cortines cap a terra. Cap al port presenta una massissa escarpa, per terra l'envolta un colossal fossat amb dues llunetes i dos tenalles. La portada té una obertura en arc, tapiat a partir de l'arrencada, i emmarcat per columnes adossades que sostenen un entaulament decorat amb mascarons.
A l'interior, d'escala monumental, la plaça d'armes i les casernes, amb rampes i carrers de circulació per les tropes.
En un extrem de la caserna occidental hi ha la capella, d'elegant portada, que contrasta amb els murs nus del conjunt. La façana va ser concebuda per l'arquitecte espanyol Pedro de Medina (1738-1796) i és d'estil barroc. Com que formava part d'una fortalesa no té campanar per a no ser blanc de l'artilleria enemiga.
Gairebé al nivell de l'aigua, molt a prop de l'extrem oest de la fortalesa, es conserva la bateria de la Divina Pastora, anterior a la construcció de La Cabaña.